# Griendtsveen Turfstrooisel Maatschappij
De Griendtsveen Turfstrooisel Maatschappij was een Nederlandse onderneming. Zij verwerkte veengrond tot producten voor agrarische en aanverwante activiteiten. Het belangrijkste product was tot 1964 turfstrooisel en na 1964 pot- en tuingrond. In 1999 fuseerde ze tot Tref.
De onderneming begon in 1882 als E. van der Griendt en Co. Zij was opgericht door Jan Willem Schelling en de broers Eduard van der Griendt en Jozef van der Griendt. Deze laatste was directeur van de mede door zijn vader opgerichte Maatschappij Helenaveen in de Peel. Bij deze maatschappij nam hij ontslag om zich geheel aan De Griendtsveen-Maatschappij te wijden. In de jaren tot 1909 was de maatschappij zeer mobiel en bouwde op een groot aantal plaatsen fabrieken, die ook weer snel werden afgebroken. Ook bezat ze een drijvende fabriek. Zo had ze onder andere bedrijfsvestigingen in Dedemsvaart, Griendtsveen, De Krim en Dalerpeel. Ook kreeg ze Engelse en Duitse vestigingen.
De Engelse markt werd heel belangrijk voor de Maatschappij. Zij kreeg Engelse financiers en werd omgedoopt tot de Griendtsveen Moss & Litter Company.

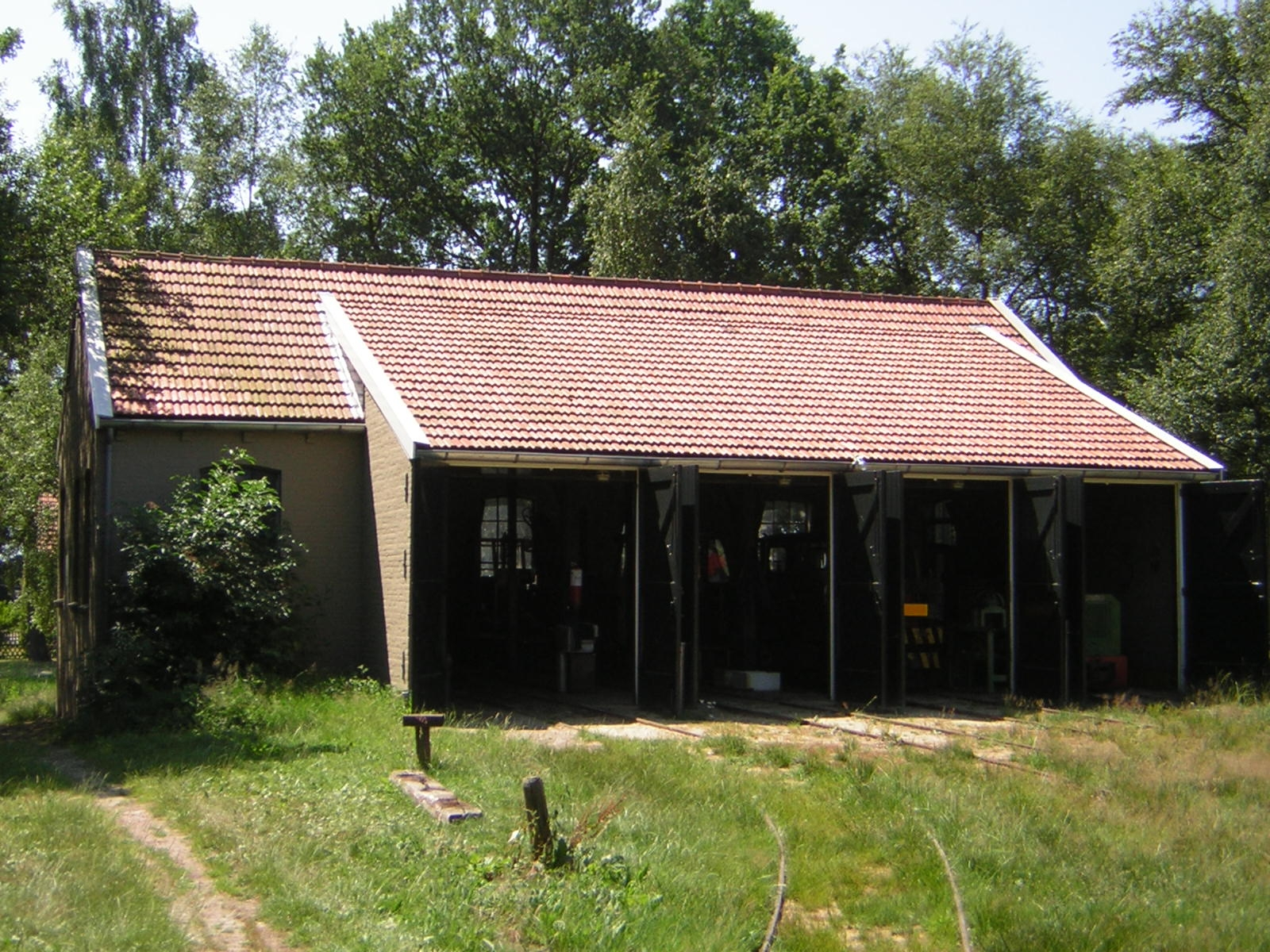
De locomotiefremise van de Griendtsveen Turfstrooisel Maatschappij bij het Dommerskanaal

In 1909 werd het Amsterdamsche Veld overgenomen van de Drentsche Landontginnings Maatschappij en bouwde de maatschappij in 1910 drie fabrieken in de buurtschap Amsterdamscheveld, onderdeel van het dorp Erica, samen met een elektriciteitscentrale, een school en arbeiderswoningen aan het Dommerskanaal. Voor de aanvoer van de bolster werd een uitgebreid smalspoornet (900 mm) aangelegd, dat zich uitstrekte tot over de grens in Duitsland. Tot 1945 werd het turfstrooisel afgevoerd met behulp van schepen en goederentrams van de Dedemsvaartsche Stoomtramweg-Maatschappij. Daarna werd de producten afgevoerd met behulp van vrachtwagens.
In de Eerste Wereldoorlog daalde het belang van de Engelsen in de onderneming sterk. De naam werd omgezet in de Griendtsveen Turfstrooisel Maatschappij. Na de Eerste Wereldoorlog nam de vraag naar turfstrooisel sterk af. Dit kwam doordat turfstrooisel veel werd toegepast in paardenstallen en in het interbellum de betekenis van paarden als vervoermiddel sterk achteruit ging.
In de jaren twintig overschaduwde de productie in Duitsland de Nederlandse in belang. Hier stonden fabrieken in Schöningsdorf en Papenburg. Na een tijdelijke opleving stortte de prijs en afzet in de jaren dertig verder in zodat de maatschappij in 1938 een deel van de gronden in het Amsterdamsche Veld verkocht aan de Nederlandse staat, met behoud van het recht veen te winnen.
In de jaren zestig schakelde de onderneming over op tuin- en potgrond. Hiervoor werd ook zwartveen gebruikt als grondstof. In 1983 eindigde de vervening in Nederland en worden de grondstoffen geheel in Duitsland gewonnen. De fabrieken werden deels afgebroken en de enige overgebleven groffabriek werd tezamen met de locomotievenloods in erfpacht gegeven aan het Industrieel Smalspoor Museum. Vestigingen in Vriezenveen en Erica bleven.
In 1999 fuseerde de maatschappij met potgrondspecialisten Dega en De Baat tot Tref.